# Sakura Tange
Sakura Tange (丹下 桜 Tange Sakura?,  nacida el 24 de marzo de 1973) es una seiyuu, ídolo y cantante que nació en Aichi, Japón.

## Roles interpretados
- Risa Harada en D.N.Angel Wink (drama CD).
- Sakura Kinomoto en Cardcaptor Sakura (y en Clear Card (hen)).
- Sakura Kinomoto en Gothic wa Mahou Otome (colaboración)
- Sakura Kinomoto en Puyo Puyo!! Quest (colaboración)
- Kanon Hatori en Anyamal Tantei Kirumin Zoo.
- MAICO en Android Announcer Maico 2010.
- Lilica Ebett en Burn Up W y Burn Up Excess.
- Myuuzu en I'm Gonna Be An Angel!
- Shiida en Fire Emblem.
- Izumi Kozue en Mugen no Ryvius.
- Akiho Minori en Tokimeki Memorial.
- Angela en Melty Lancer.
- Midi en Voogie's Angel.
- Yuki en Nintama Rantarou (temporada 2).
- Mill en Maze (anime).
- Suzu Sakuma en Marmalade Boy.
- Custard en Princess Quest.
- Omitsu en Ganbare Goemon.
- Hinano en Trouble Chocolate.
- Kasumi en Dead or Alive y Dead or Alive 2 (videojuego).
- Nancy en el doblaje japonés de Thomas the Tank Engine and Friends.
- Miharu Akiyama (ep. 139) en Sailor Moon.
- Yuri en Miyuki-chan in Wonderland.
- Tsukiha Hisano en Ayakashi Ninden Kunoichiban (Juego de PlayStation).
- Sunao Murai en Gasaraki (anime).
- Alois en Flanders no Inu (película).
- Kobayakawa Rinko en Loveplus (videojuego).
- Saber en Fate/Extra (videojuego).
- Sugimoto Yotsuba (2011) Kami nomi zo Shiru Sekai.
- Patricia Colfield en Tsurezure Children.
- Cardinal en Sword Art Online Alicization
- Kazumi / Kazumi Subaru en Magia Record
- Fitoria en Tate no Yūsha no Nariagari